# Усиков Микола Семенович
Микола Семенович Усиков (нар. 19??, Російська імперія — пом. 19??, Українська РСР) — радянський український футболіст та тренер, виступав на позиції захисника та півзахисника.

## Кар'єра гравця
Футбольну кар'єру розпочав у клубі ХПЗ (Харків). У 1939 році захищав кольори «Спартака» (Харків). У 1943 році виступав за харківське «Динамо». По завершенні Другої світової війни підсилив «Локомотив» (Харків), у футболці якого в 1948 році й завершив кар'єру футболіста.

## Кар'єра тренера
По завершенні кар'єри гравця розпочав тренерську діяльність. На початку 1949 року призначений на посаду головного тренера харківського «Дзержинця». У 1951 році допомагав тренувати «Локомотив» (Харків). У 1959 році очолював харківський «Спартак».

### Торпедо (Харків)
У грудні 1961 року залишив «Спартак» і очолив команду класа «Б» — харківське «Торпедо». Він активно залучав до основної команди гравців першості заводу. Однак у нього не склалися стосунки з кращим форвардом останніх двох сезонів — Гелієм Путєвським і гравець покинув команду. Під керівництвом Усикова, «Торпедо» провів два сезони в Українській зоні класа «Б». Перший сезон вийшов невдалим — торпедівці посіли вісімнадцяте місце. В наступному, завдяки діяльності тренера та його помічника Воронцова, команда посіла п'яте місце, перемігши у стикових матчах кировоградську «Зірку». У ці роки була запроваджена система матеріального стимулювання футболістів команди. Гравці отримували проценти від продажі білетів на домашньому стадіоні у разі перемоги. Однак, ця система і спричинила звільнення тренерів з посади у кінці 1963 року. 